# Diamonds and Pearls (single)
Diamonds and Pearls is een nummer van Prince and The New Power Generation van het gelijknamige album uit 1991.
Het nummer is een snelle ballad met rock-'n-roll-invloeden en zware drumgeluiden. Een andere stem in het nummer is voor Rosie Gaines. Het nummer gaat niet over lust, maar over liefde, wat tevens het thema is van een aantal andere singles van het album. In de Verenigde Staten bereikte het nummer #3 en scoorde hoog in de r&b-hitlijsten.
De B-kant van de single bevat een mix van andere nummers van het Diamonds & Pearls-album. Van het nummer is géén verlengde versie uitgegeven.

## Versies

### VK7"
1. "Diamonds and Pearls" (lp-versie) – (4:45)
2. "Q In Doubt" – (4:00)

### VS7" enJapancd
1. "Diamonds and Pearls" (edit) – (4:20)
2. "X-cerpts van de nummers: Thunder, Daddy Pop, Strollin', Money Don't Matter 2 Night, Push, Live 4 Love" – (5:04)

### VK 12"
1. "Diamonds and Pearls" (lp-versie) – (4:45)
2. "Housebangers" – (4:23)
3. "Cream" (N.P.G. Mix) – (5:47)
4. "Things Have Gotta Change" (Tony M. rap) – (3:57)

### VK cd
1. "Diamonds and Pearls" (lp-versie) – (4:45)
2. "2 the Wire" (instrumentaal) – (3:13)
3. "Do Your Dance" (KC's remix) – (5:58)

## NPO Radio 2 Top 2000
| Nummer met noteringen in de NPO Radio 2 Top 2000 | '16 | '17  | '18  | '19  | '20  | '21  | '22-'23 | '24  |
| ------------------------------------------------ | --- | ---- | ---- | ---- | ---- | ---- | ------- | ---- |
| Diamonds and Pearls                              | 937 | 1625 | 1667 | 1776 | 1943 | 1872 | -       | 1992 |

1. ↑  Een '-' betekent dat het nummer niet was genoteerd en een vetgedrukt getal geeft de hoogste notering aan.
2. ↑  2016 was het eerste jaar met een notering voor dit nummer.